# Кадена (авиабаза)
Авиабаза Кадена (англ. Kadena Air Base, ((ИАТА: DNA, ИКАО: RODN) — действующая военно-воздушная база Воздушных сил США, расположенная на японском острове Окинава вблизи городов Кадена и Тятан.

## Содержание
Авиационная база Кадена ведет свою историю со строительства в марте 1945 года до начала битвы за Окинаву небольшого полевого аэродрома силами местной японской строительной компании для нужд наземной авиации Императорской армии Японии. После завоевания острова, американцы восстановили сильно поврежденную вследствие бомбардировок взлетно-посадочную полосу аэродрома силами 7-й пехотной дивизии, значительно улучшили технические характеристики базы и уже 6 апреля 1945 года на нее сел первый самолет американских Воздушных сил армии. В течение весны-лета, несмотря на интенсивные бои, развернувшиеся на Окинаве, полевой аэродром разросся и стал способен принимать тяжелые бомбардировщики, которые привлекались к воздушным атакам японских городов и военных объектов.
После завершения войны и полной капитуляции Японской империи, полевой аэродром остался в руках американских воздушных сил и со временем превратился в одну из крупнейших военно-воздушных баз в мире. Так, на нем базируется крупнейшее в Воздушных силах США авиационное крыло — 18.
14 января 2020 г. командование ВС США в Японии  приняло решение о демонтаже семи старых зданий на территории бывшего военно-морского аэродрома базы ВВС США "Кадена", префектура Окинава. 
8 ноября 2022 г. Министерство обороны США заявило, что на авиабазе Кадена ВВС США в Японии проводится замена устаревших истребителей F-15C и F-15D Eagle на новейшие самолеты F22A Raptor с объединенной авиабазы Эльмендорф-Ричардсон, расположенной на Аляске. Точное количество техники планируемой к замене не разглашается. 

## Дислокация
На авиационной базе Кадена по состоянию на 2016 год базируются формирования: Боевого Командования, Командования специальных операций, Транспортного командования Воздушных сил США, а также авиации армии США.
Основные формирования:
- 18-е крыло
- 353-я группа специальных операций[англ.]

## Галерея

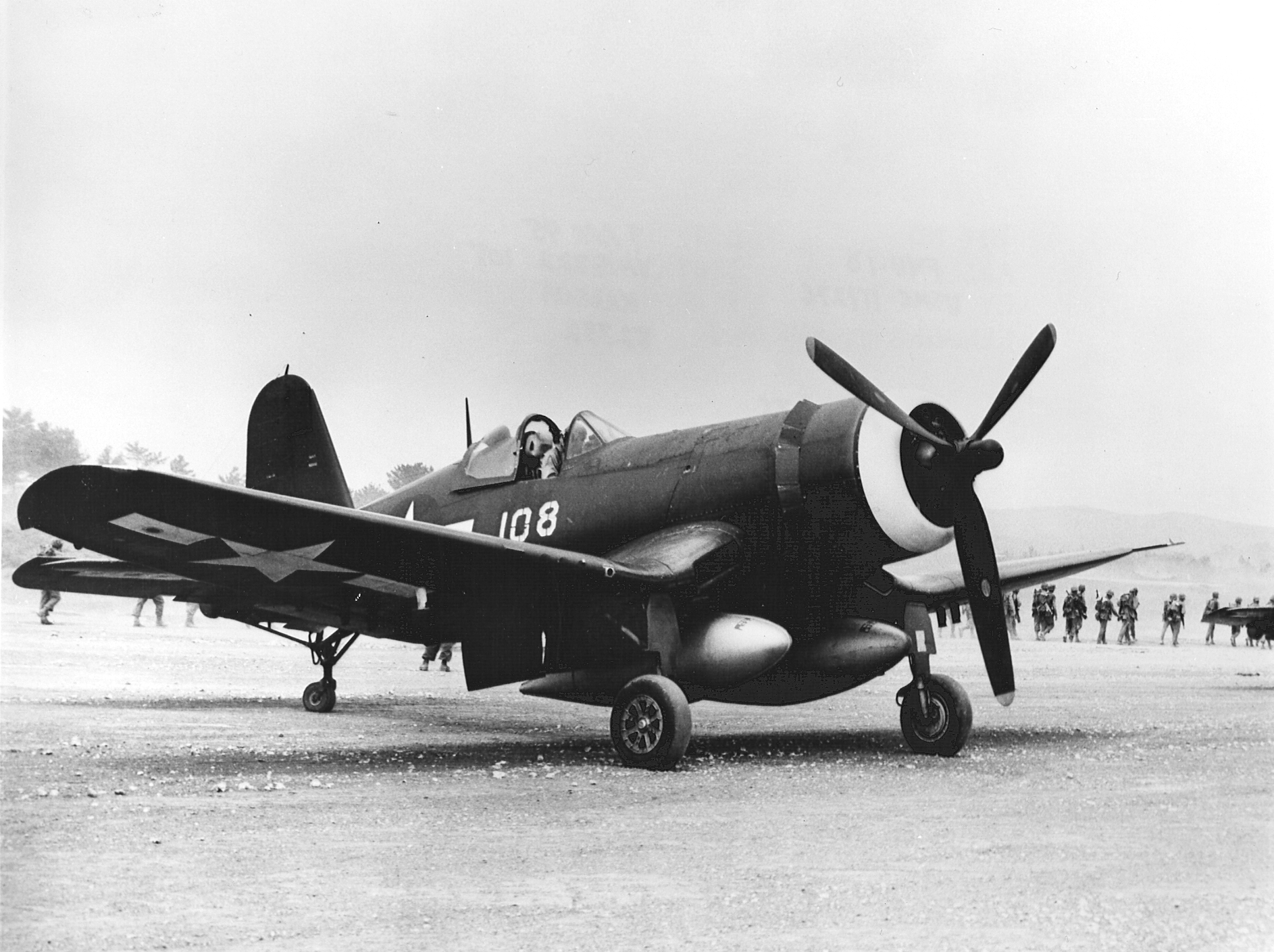
Палубный истребитель F4U «Корсар» Корпуса морской пехоты на летном поле только что захваченный остров Окинава. 9 апреля 1945
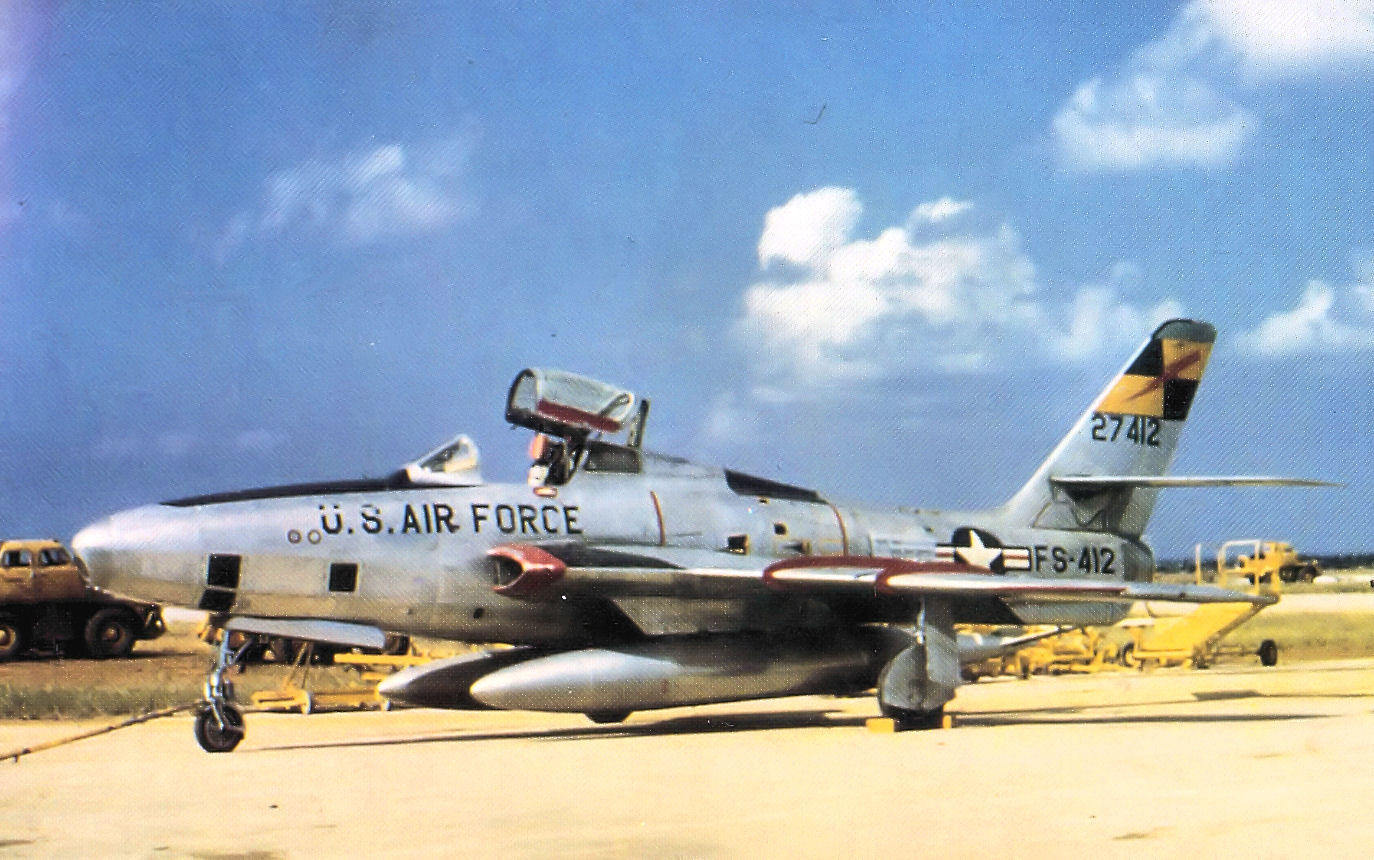
Истребитель-бомбардировщик RF-84 на взлетно-посадочной полосе аэродрома. 1956
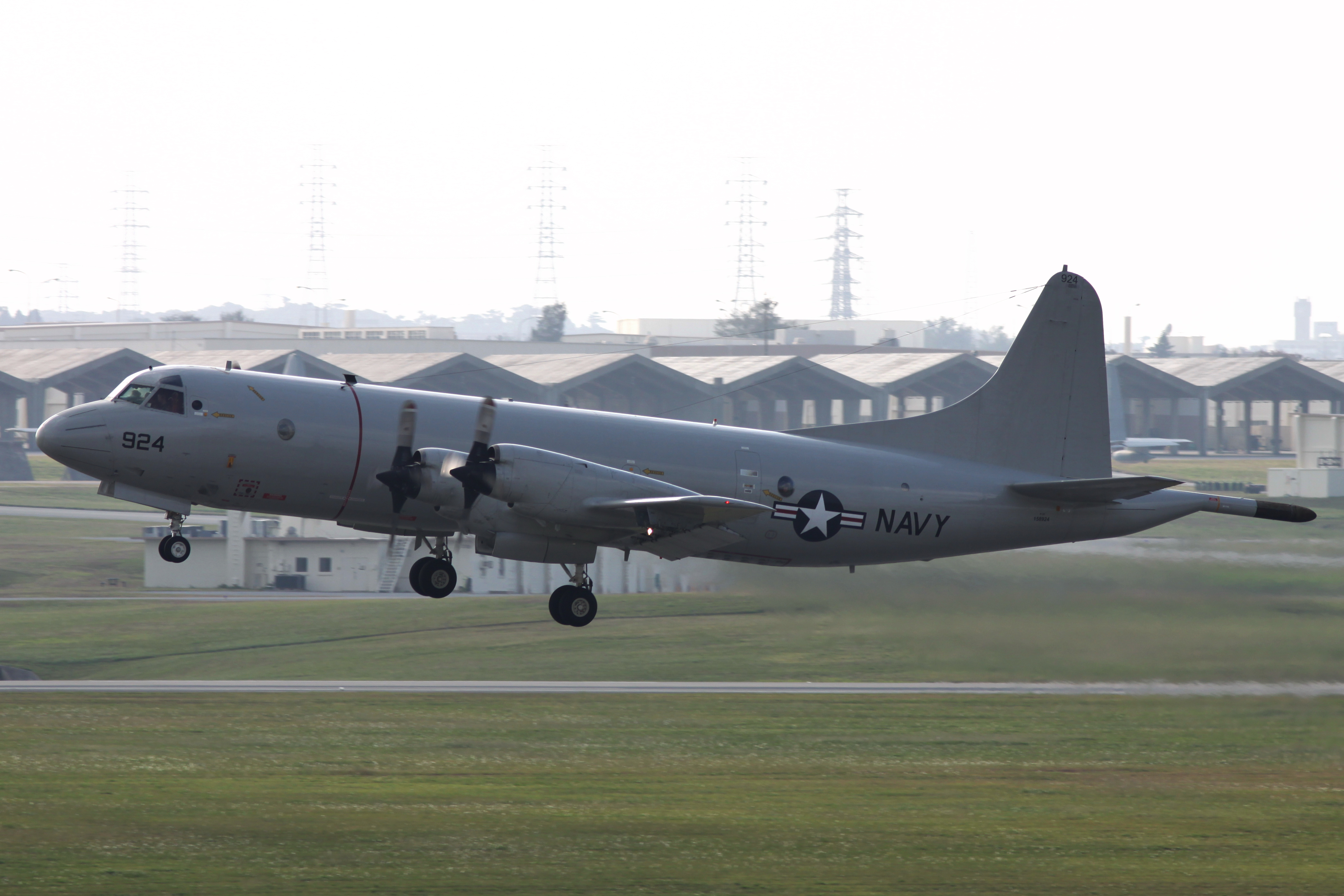
Взлет патрульного самолета P-3C Orion с авиабазы Кадена. 31 декабря 2009
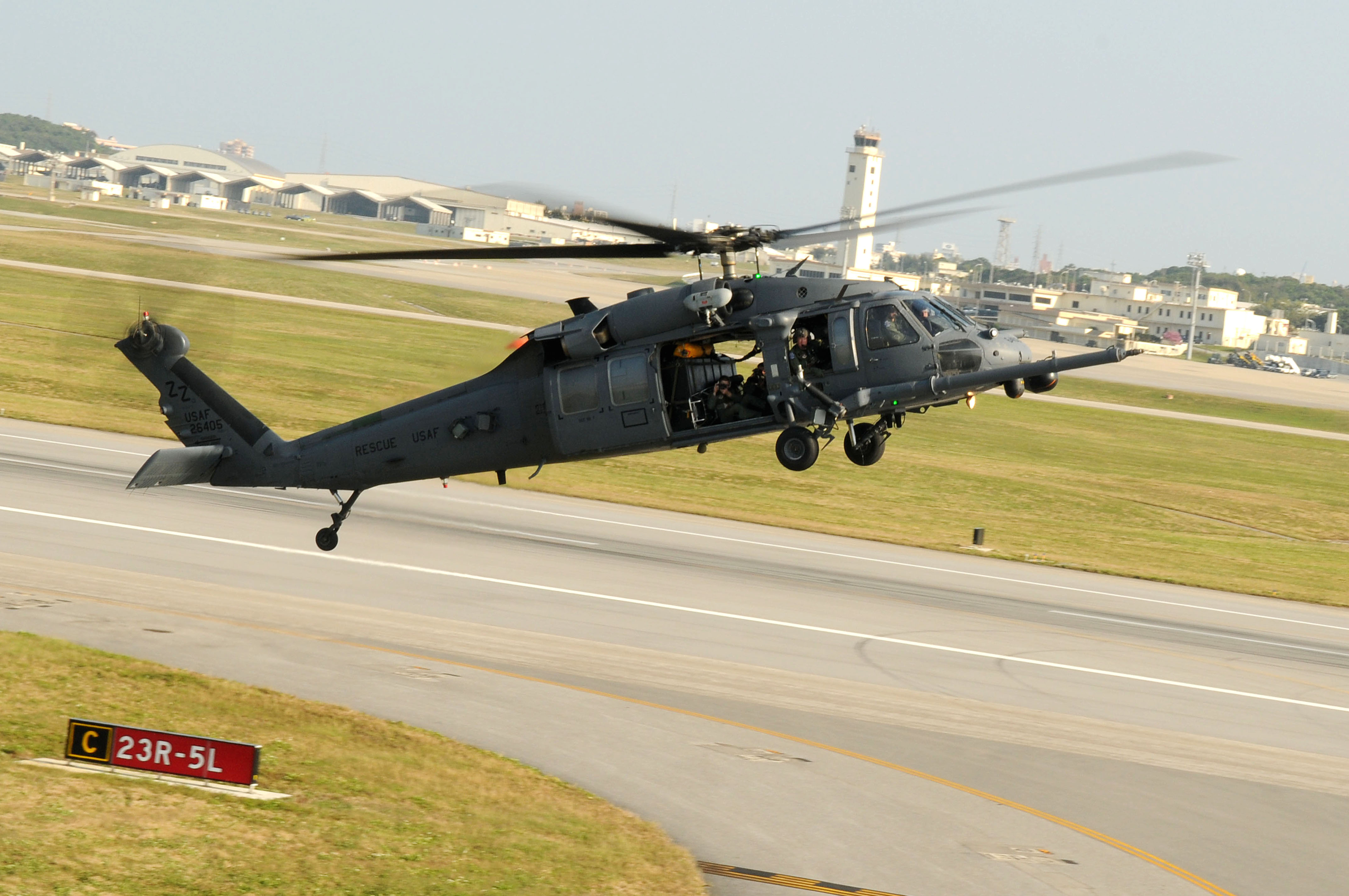
Вертолёт боевых поисково-спасательных операции HH-60 Pave Hawk совершает посадку на аэродроме Кадени. 9 февраля 2009
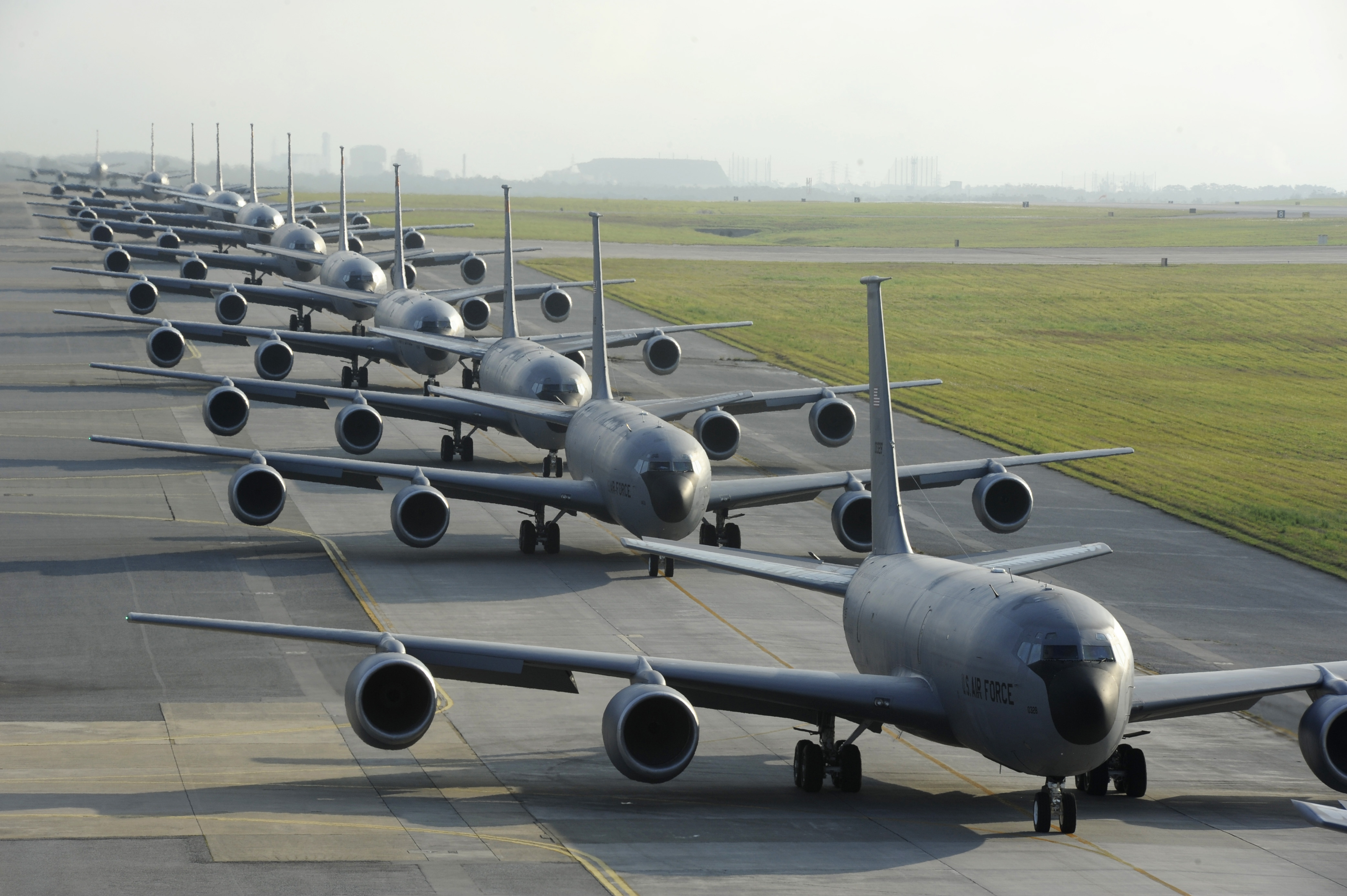
Двенадцать самолетов-заправщиков KC-135 Stratotanker готовятся к взлету на учениях «Форсфул Тайгер». 1 апреля 2015
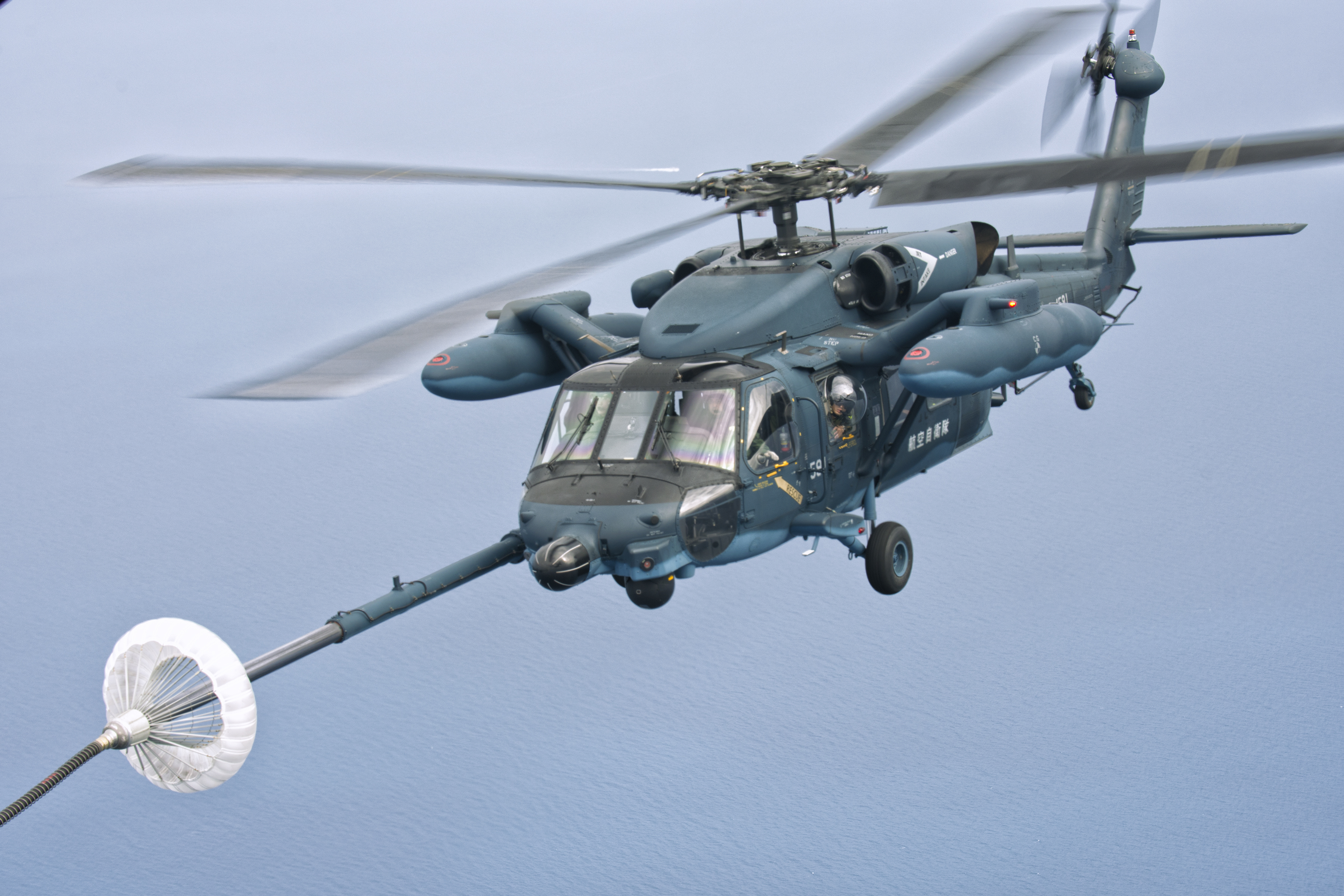
Японский противолодочный вертолет UH-60J осуществляет дозаправку в воздухе с самолета-танкера MC-130P 353-й группы спецопераций над Японским морем. 5 июня 2014
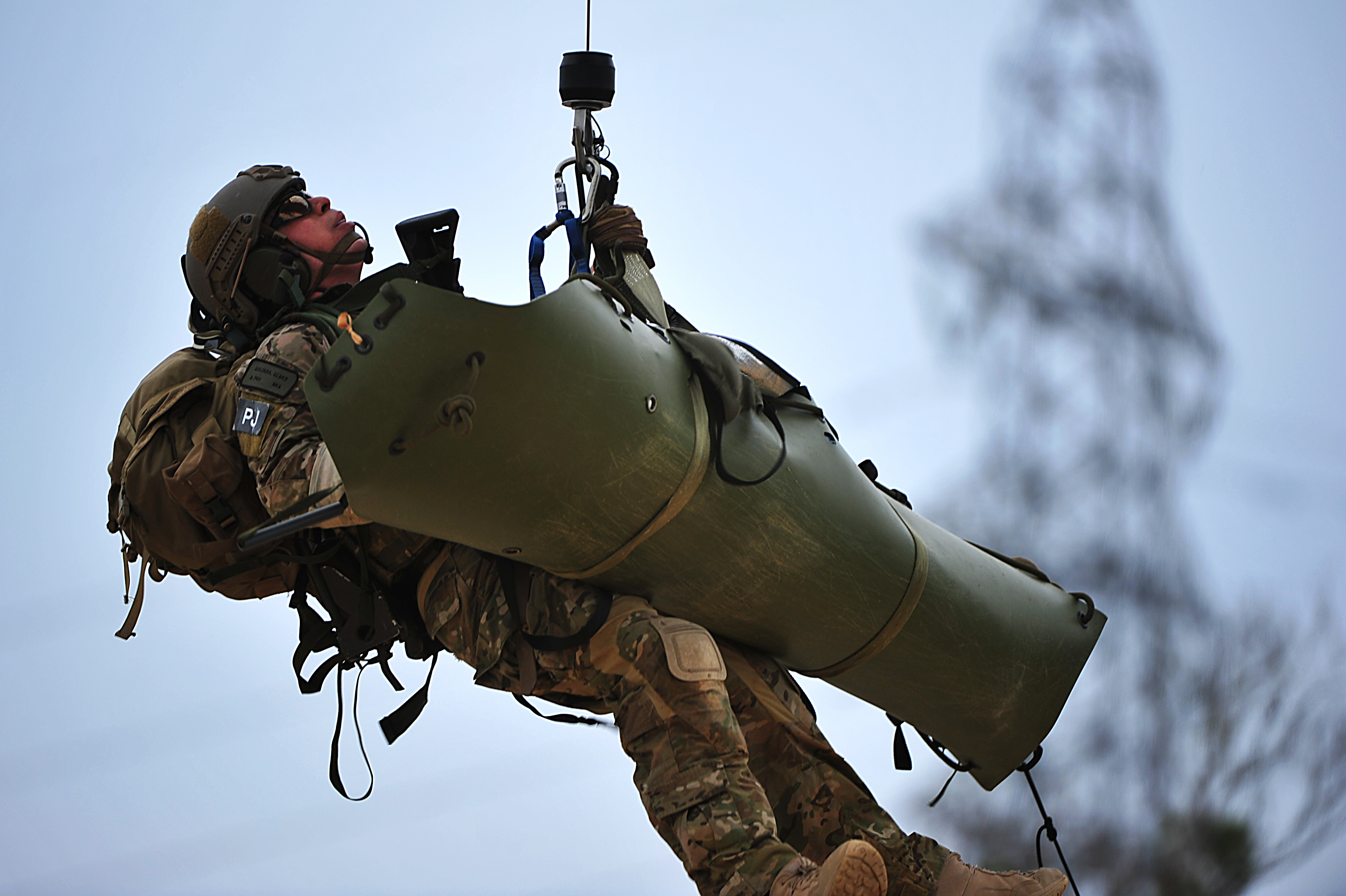
Тренировки парашютистов-спасателей Воздушных сил 123-й эскадрильи специальной тактики в эвакуации пострадавшего на борт вертолета HH-60 Pave Hawk. 7 февраля 2013
Звено истребителей F-15 в полёте над Тихим океаном. 28 октября 2013
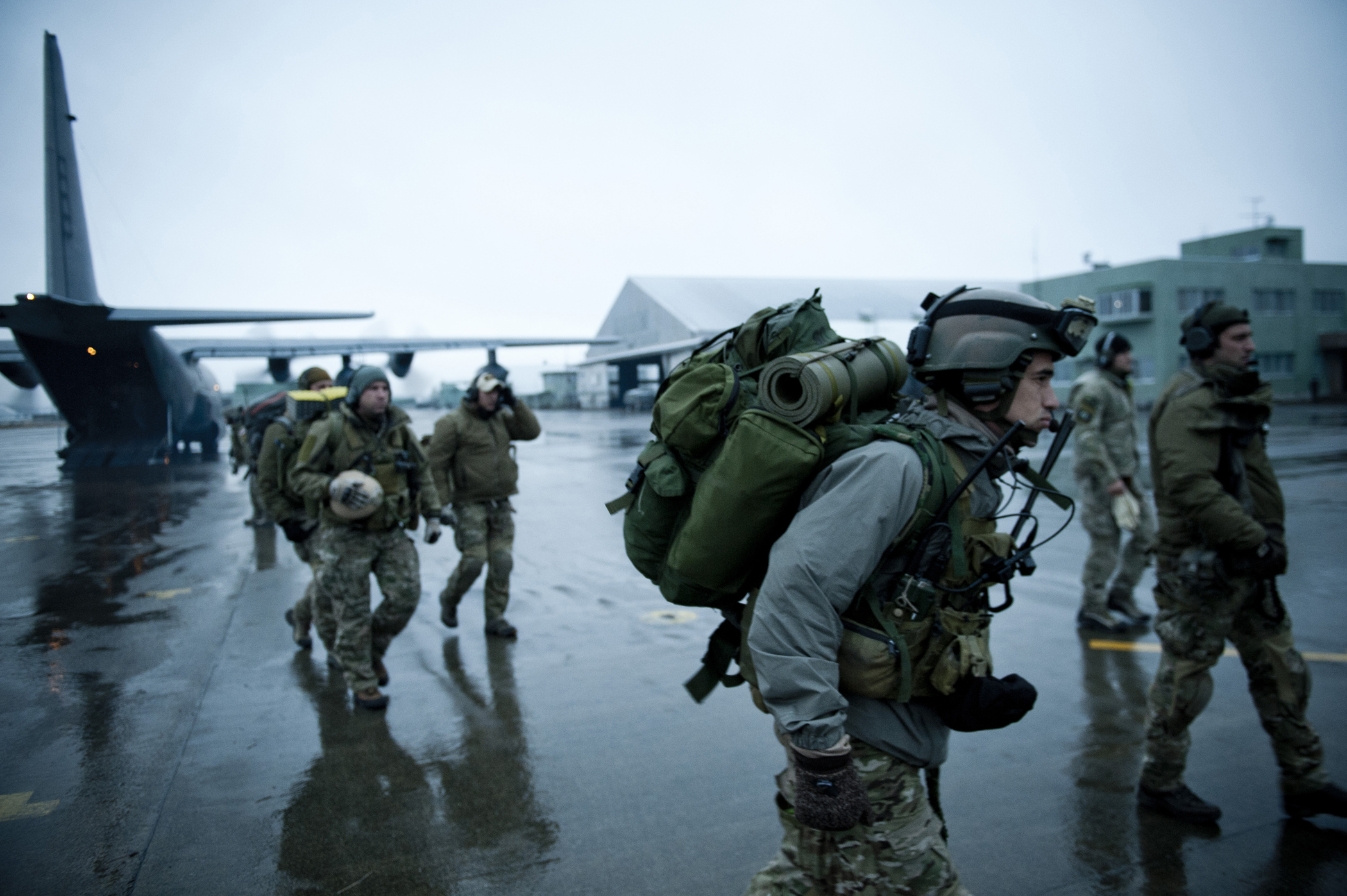
Операторы специальных операций Воздушных сил США с 320-й эскадрильи поддержки спецопераций на аэродроме Кадени. 16 марта 2011
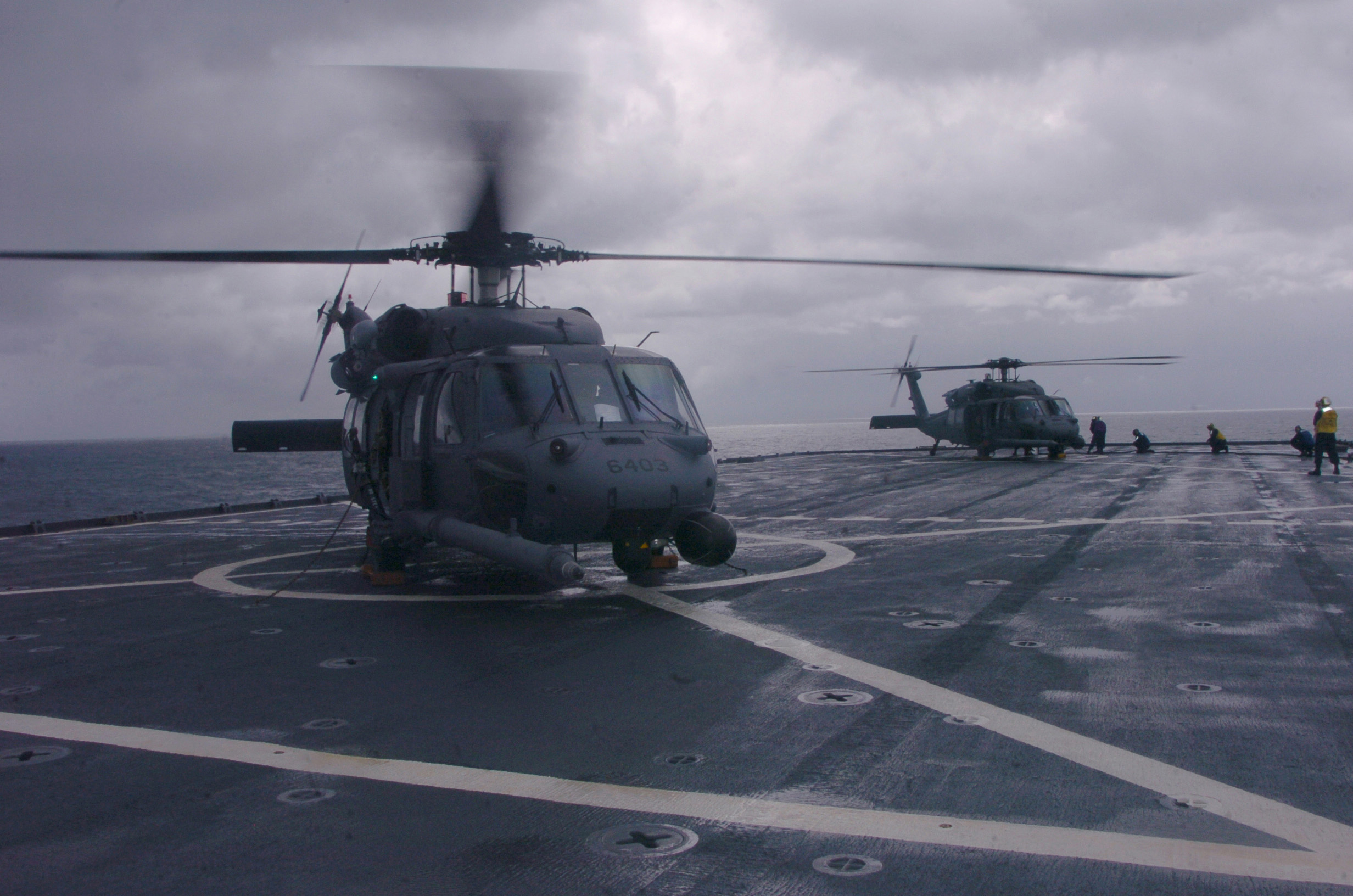
Вертолёты HH-60 Pave Hawk на борту десантного дока класса «Айленд» (USS «Форт Макгенри» во время учений). 17 декабря 2004